# Cibalanarik
Cibalanarik is een bestuurslaag in het regentschap Tasikmalaya van de provincie West-Java, Indonesië. Cibalanarik telt 7166 inwoners (volkstelling 2010).